# Список умерших в 772 году

## Январь
- 24 января — Стефан III (IV), Римский Папа (768—772).

## Май
- 13 мая — Докё, японский буддистский монах периода Нара, пытавшийся свергнуть императора.

## Дата смерти неизвестна или требует уточнения
- Амальберга из Темсе, святая Римско-католической Церкви, монахиня.
- Магн из Фюссена, католический святой, настоятель монастыря в Фюссене.
- Саак III Багратуни, армянский нахарар, патрикий и полководец.
- Хамза аз-Зайят, один из семи передатчиков канонических методов чтения Корана (кираата).